# Francisco Moreu Sánchez
Francisco Moreu Sánchez (Motril, província de Granada, 4 de febrer de 1833 - ?) fou un polític espanyol, diputat a Corts, senador i governador civil de Barcelona durant la restauració borbònica.
Pertanyia a una família benestant descendent de comerciants originaris de Tossa de Mar (Selva). El seu nebot, Pedro Moreu de Espinosa, seria alcalde de Motril. Tenia nombroses possessions a Arjona, Arjonilla i Villanueva de la Reina. Es va casar amb Matilde Serrano y Serrano, neboda de Francisco Serrano Domínguez. El 1865 fou destinat a Osca com a oficial de l'Administració de Propietats i Drets de l'Estat, però després de la revolució de 1868 fou nomenat governador civil de la província de Conca. Fou governador civil de la província de Badajoz del 10 de gener al 8 d'abril de 1871. Fou elegit diputat pel Partit Liberal Fusionista pel districte de Martos a les eleccions generals espanyoles de 1879 i en 1883 va substituir en el districte de Motril al diputat Gaspar Esteva Moreu, elegit a les eleccions generals espanyoles de 1881. Durant aquest període fou Director General de Beneficència i Sanitat. Entre setembre de 1881 i gener de 1883 fou governador civil de Barcelona i entre 1894 i 1896 fou governador civil de la província de Sevilla. De 1898 a 1901 fou senador per la província de Granada.